# Opius vinoanus
Opius vinoanus är en stekelart som beskrevs av Fischer 1983. Opius vinoanus ingår i släktet Opius och familjen bracksteklar. Inga underarter finns listade i Catalogue of Life.